# 日本貨物航空
日本貨物航空株式会社（にっぽんかもつこうくう、英: Nippon Cargo Airlines Co., Ltd. 略称: NCA）は、千葉県成田市（成田国際空港内）に本社を置く日本の貨物航空会社。日本の最大手航空会社であるANAグループの国際線貨物専門航空会社である。

## 概要
成田国際空港を拠点とし、機材はノーズカーゴドアを持つ大型貨物専用機ボーイング747-8F （ジャンボフレイター）に統一されている。
一般航空貨物を輸送する貨物専門航空会社としては、世界有数の運航規模を誇る。
- プリフィックス（航空運送状番号）：933
- ハブ（拠点）空港：東京/成田国際空港、テッド・スティーブンス・アンカレッジ国際空港

2008年（平成20年）1月の業界誌において「日本航空（JAL）の貨物事業部門と提携を行うため調整をしている」と報道されたが、日本貨物航空は同年1月29日、この報道を「事実と異なる」として強く否定した。しかし翌2009年（平成21年）1月、両社はコードシェア提携を合意し、同年3月29日よりコードシェア貨物便の運航が開始された。
2010年（平成22年）12月、ボーイング747-400型機の退役を進めているJALの代わりに、航空自衛隊が運用する日本政府専用機の運航免許取得業務を受託した。
2012年（平成24年）7月以降、次世代主力機のボーイング747-8Fを随時受領。この導入を機に、同社初の塗装変更が行われた。
2018年（平成30年）2月13日、シンガポール航空カーゴと戦略的パートナーシップの構築に向けた覚書（MOU）を締結し、2018年度より成田 - 関空 - シンガポール線でのコードシェア便の運航を開始することで合意したことを発表。
また2018年には、全日本空輸（ANA）とのコードシェア便や整備部門における協力などを含む戦略的業務提携を2018年度から開始することを発表。同年の国土交通省による業務改善命令により（後述）、運航機種単一化、ANAとの「戦略的業務提携」に基づき2018年中に8名の人的支援を受け、航空機機体構造修理の対応も香港の整備会社（HAECO）及び台湾の整備会社（EGAT）による委託を含め、ANAからの支援を受けることとなった。同年10月31日をもってボーイング747-400Fが全機退役し、同社の保有機材がボーイング747-8Fに統一されたがが、米国アトラス航空との戦略的提携拡大により、退役した同型機のリースアウト契約および航空貨物運送サービス契約の締結により、5機運航委託の形でグローバルな大型貨物輸送ネットワークを提供するとしている。

## 沿革
- 1958年（昭和33年） - 日本郵船（NYK）・大阪商船・三井船舶が貨物専門航空会社設立を構想。日本航空（JAL）と合意を結び、適当時期到来後にジェット化で不要になったJALのプロペラ機を改造して運航する計画であった[11][12]。
- 1970年（昭和45年）11月 -同じく国際貨物分野への参入を研究していた全日本空輸（ANA）、川崎汽船（川汽）、山下新日本汽船（山汽）が国際貨物専門航空参入に合意し、共同研究チームが発足[11][12]。
- 1971年（昭和46年）8月 - NYK・大阪商船三井船舶（商船三井。1964年に合併）の2社グループが、連名で貨物航空会社設立趣意書と要望書を運輸省に提出[11]。
- 1972年11月 - ANA・川汽・山汽の3社が「日本国際航空貨物輸送株式会社」設立を合意[11]。
- 1973年（昭和48年）8月 - NYK・商船三井の2社グループが、再び連名で貨物航空会社設立趣意書と要望書を運輸省に提出[11]。
- 1974年（昭和49年）2月 - ANA・川汽・山汽・日本通運（日通。新たに参画）の4社が、連名で日本国際航空貨物輸送株式会社設立の趣意書、要望書を同省に提出[11]。
- 1977年（昭和52年） - 日本国際航空貨物輸送グループが、NYK・商船三井との一本化を方針決定。この背景には運輸省の意向もあった[11]。
- 1978年（昭和53年）
  - 5月 - NYK・商船三井が貨物専門航空会社の設立に消極的だったJALを見限り、日本貨物航空株式会社の設立に関して6社が最終的合意。ここに至るまでにANA社長の若狭得治やNYK社長の菊地庄次郎らの働きかけがあった[11]。
  - 5月20日 - 成田空港が開港（当時の正式名称は新東京国際空港）。
  - 6月 - 日通を除く5社連名で日本貨物航空株式会社設立趣意書と要望書を運輸省に提出（日通は米国での貨物混載事業者ライセンス取得の関係で辞退）[11]。
  - 9月27日 - 日本貨物航空株式会社発足。5社（ANA・NYK・商船三井・川汽・山汽）による共同出資（各社4,000万円の計2億円）。英文社名は Nippon Air Cargo Lines（略称NAC）[11][12][注釈 1]。
  - 11月 - 定期航空運送事業免許申請書を運輸省に提出。しかし、運輸省はこれを長期間に亘って保留した。背景として、45/47体制により国際定期路線を独占的に割り当てられていたJALからの反発を受けていたことに加えて、成田空港の受け入れ能力（成田空港問題）や日米航空交渉の中断などの事情があった[11][13]。
- 1983年（昭和58年）8月13日 - 運輸審議会の答申結果（国際線貨物便の複数社参入支持）を受け、定期航空運送事業免許を取得。その後、海運2社（昭和海運、ジャパンライン）が参加。英文社名をNippon Cargo Airlines（略称NCA）に改める[11]。
- 1984年（昭和59年）
  - 2月 - 米国民間航空委員会（CAB）に対し免許申請。しかし、フライング・タイガーなど米国航空企業の反対により、CABは日本国政府からの外交文書による申し入れやNCA経営陣の働きかけにもかかわらず回答を先延ばしにする[11]。
  - 12月17日 - 初号機ボーイング747-200F（機体記号 JA8167）をボーイング社より受領。同年国際航空運送協会 (IATA) への加盟承認。
- 1985年（昭和60年）
  - 1月 - NCA乗り入れを渋る米国に対し運輸省が米国社乗り入れ制限などの報復措置を取ることを方針決定。翌月、米国務省が対抗措置を警告し、外交問題となる[11]。
  - 1月31日 - 初号機が成田に初着陸[11]。
  - 2月下旬 - 日米航空交渉でNCAの乗り入れを認める暫定協定案がまとまる[11]。
  - 3月28日 - 日米航空交渉で事務レベルでの基本合意に達したものの、妥結に至らず。NCA、4月1日の就航を断念[11]。
  - 4月30日 - 日米航空交渉によりアメリカ乗入れ合意 (84MOU) [11]。
  - 5月8日 - 初便就航（KZ102便、成田 - サンフランシスコ - ニューヨーク JA8167） 第二次世界大戦後の日本の航空会社としてはJALに次ぎ2番目の国際線定期便進出となる[11]。
  - 11月1日 - 不定期航空運送事業免許を取得。貨物チャーター便の運航が可能となる。
- 1998年（平成10年）
  - 3月14日 - 日米航空交渉により指定先発（インカンバント）企業へ昇格 (98MOU)。
  - 日中航空交渉により中国政府より本土路線免許取得。関西 - 上海 - 成田線を開設。
- 2003年（平成15年） - IATA CARGO2000正会員へ昇格（2001年（平成13年）4月より準会員として加盟）。
- 2004年（平成16年） - 香港に現地法人NLV (NCA Logistics Venture) 社を設立、三国間貨物輸送を強化。
- 2005年（平成17年）
  - 6月15日 - ボーイング747-400F初号機 (JA01KZ) をボーイング社より受領。6月欧州線に投入。
  - 8月5日 - 日本郵船がANA所有の株式を取得して持ち株比率を50%以上とし、日本郵船の連結子会社とした。
  - 11月 - 次世代主力機ボーイング747-8Fを発注。カーゴルックス航空とともに同型機のローンチカスタマー[注釈 2]となる。同時にカーゴルックス社と8F導入に向け提携。
- 2006年（平成18年）3月 - ボーイング747-400Fにより従来給油のためアンカレジに寄航していた欧州路線の直行を開始。
- 2007年（平成19年）
  - 1月 - 日本における営業・運送の中核となるNCA Japan社が営業開始。以降世界4極 (Japan, Asia Pacific, Europe, America) における事業体制を構築。
  - 2月 - シンガポールに設立された貨物専門航空会社ジェットエイト (Jett8) 社と戦略的提携。
  - 3月 - ボーイング747-400F/-8F対応型フライトシミュレーターを発注[14]。
  - 4月 - 羽田空港第4滑走路の供用を開始する2010年（平成22年）10月以降、羽田空港への深夜・早朝帯（23時 ― 6時）に貨物定期便を就航させることを表明。
  - 6月 - IATA常設委員会であるCargo Committeeメンバー（世界有力12社）に選出。
  - 7月 - ボーイング747-400Fの整備体制を自社にて確立（200FについてはANAへ委託継続）。
  - 10月 - 成田空港内に運航管理部門の拠点となるグローバルオペレーションセンター (GOC) を開設。
- 2008年（平成20年）
  - 1月 - 成田国際空港整備地区内に整備用ハンガーを建設・着工[15]。
  - 3月28日 - 成田 - サンフランシスコ - ロサンゼルス間のKZ152便の運航をもって、ボーイング747-200Fが退役 (JA8181) し、フリートはボーイング747-400Fに統一される[注釈 3][注釈 4]。
  - 4月1日 - 運航業務ならびに整備業務を完全自立化し、航空会社としての自社オペレーション体制が確立される。
  - 4月 - 運航 (i-Sky) ・運送 (i-cargo) ・整備 (i-Macs) 情報システムを新規に構築・運用開始。
  - 6月 - 日本政府手配による四川大地震救援物資を中国・成都へチャーター輸送。
- 2009年（平成21年）
  - 3月29日 - JALとのコードシェア便運航開始[16]。
  - 6月 - 成田空港内整備用ハンガーの供用開始。
  - 7月13日 - 東京国際空港（羽田空港）への就航見送り表明[17]。
- 2010年（平成22年）
  - 3月2日 - JALの航空貨物部門との統合を断念[18]。
- 2012年（平成24年）
  - 7月25日 - ボーイング747-8F (JA13KZ) をボーイング社より受領。デリバリーフライトで、8月2日に成田に到着（便名：KZ696便）[注釈 5]。この機体で、同社の新塗装が初めてお披露目された。
  - 8月13日 - 先述の受領したボーイング747-8F (JA13KZ) が初めて同社の営業路線に就航。初便は、成田 - ロサンゼルス（便名：KZ108便）。
  - 9月15日 - ドイツ/フランクフルト乗り入れを空港運用時間制限のためハーン/フランクフルト空港へ変更。
  - 11月5日 - 成田 - ダラス・フォートワース線就航開始。
- 2013年（平成25年）
  - 1月9日 - ボーイング747-8F (JA12KZ) をボーイング社より受領。合計2機目。デリバリーフライトで、1月11日に成田に到着（便名：KZ696便）。
  - 2月 - 大西洋路線（シカゴ→ハーン）片道運航
  - 4月8日 - ボーイング747-400F (JA02KZ) が成田 - シカゴ（便名：KZ134便）の運航を以て退役（シカゴの空港到着後、退役）。同機は日本貨物航空では8年足らずの運航となり、同社で初めて退役するボーイング747-400Fとなった。
  - 5月11日 - ソウル線の復路便（ソウル/仁川 → 東京/成田）において北九州に寄港開始。往路は従来通りソウルへ直行する。
  - 11月2日 - ボーイング747-8F（JA11KZ）をボーイング社より受領[20]。
  - 11月20日 - ボーイング747-8F（JA14KZ）をボーイング社より受領[21]。
  - 11月21日 - 台北/桃園線の復路便（台北/桃園 → 東京/成田）において北九州に寄港開始。往路は従来通り台北へ直行する。
- 2018年（平成30年）
  - 2月26日 - ANAと戦略的業務提携について合意。コードシェア提携、連帯運送の拡大、航空機整備部門における業務協力などを進める予定[22]。2005年にANAグループから離脱したNCAだが、再度ANAとの関係を強化することになった。
  - 3月6日 - カーゴルックス航空と成田 - ルクセンブルク線のコードシェア提携で合意[23]。
  - 6月16日 - 4月に実施した潤滑油補給に関する整備記録に事実と異なる記載が判明し、他の機材にも同様の事例がないか検証するためとして、自社便の全てを一時運航停止[24][25]。
  - 10月31日 - 同社そして日本の航空会社として最後となるボーイング747-400F (JA05KZ) が退役[26]。同機は日本貨物航空として初めて発注した機体であった。翌年の2月12日、離日。同機の退役をもって、同社のフリートはボーイング747-8Fに完全に統一されることとなった。
- 2021年（令和3年）
  - 2月11日 - シルクウェイ航空と成田 - バクー線のコードシェア提携を開始。
- 2023年
  - 3月7日 - 親会社である日本郵船により、日本貨物航空の全株式をANAホールディングスが取得することで基本合意した[27][28][29]。
- 2025年
  - 8月1日 - 日本郵船からANAホールディングスへ株式が譲渡され、再びANAグループに戻る[30][31]。当初は日本郵船と合意した2023年の10月1日を予定していたが、国内外当局、特に中国市場監督管理総局（中国語版）による企業結合審査に時間を要したため、合意から2年以上かかっての株式譲渡となった[32][33][34]。

## 保有機材

### 運用機材
2020年現在は、ボーイング747-8Fのみの運用となっている。
2018年現在、NCAの機材は以下の貨物機で構成され、日本籍のボーイング747型機を運航しているのは同社のみである。2018年10月31日を以て、ボーイング747-400Fは全機退役となり、日本の航空会社からボーイング747-400シリーズが完全に姿を消した。
2014年に旅客運航から最後のボーイング747-400型機が退役し、日本政府専用機も後継機としてボーイング777-300ER型機が選定された事により、日本の航空会社からボーイング747型機が消滅する可能性があったが、NCAがボーイング747-8F型機新造機を受領し、2012年に運航を開始したため、しばらく日本籍の「ジャンボ・ジェット」が無くなる事態は避けられる状況になっている。
| 日本貨物航空が運用する航空機の一覧 | 日本貨物航空が運用する航空機の一覧 | 日本貨物航空が運用する航空機の一覧 | 日本貨物航空が運用する航空機の一覧 | 日本貨物航空が運用する航空機の一覧 | 日本貨物航空が運用する航空機の一覧 |
| 機体記号                           | 型式                               | 製造番号                           | 受領年月                           | 備考                               |                                    |
| ---------------------------------- | ---------------------------------- | ---------------------------------- | ---------------------------------- | ---------------------------------- | ---------------------------------- |
| JA11KZ                             | Boeing 747-8KZF                    | 36136                              | 2013年10月                         |                                    |                                    |
| JA12KZ                             | Boeing 747-8KZF                    | 36137                              | 2013年01月                         |                                    |                                    |
| JA13KZ                             | Boeing 747-8KZF                    | 36138                              | 2012年08月                         |                                    |                                    |
| JA14KZ                             | Boeing 747-8KZF                    | 37394                              | 2013年11月                         |                                    |                                    |
| JA15KZ                             | Boeing 747-8KZF                    | 36139                              | 2014年01月                         |                                    |                                    |
| JA16KZ                             | Boeing 747-8KZF                    | 37393                              | 2014年11月                         |                                    |                                    |
| JA17KZ                             | Boeing 747-8KZF                    | 36140                              | 2014年12月                         |                                    |                                    |
| JA18KZ                             | Boeing 747-8KZF                    | 36141                              | 2014年10月                         |                                    |                                    |

- ボーイング747-8F - 8機[注釈 6]

当初発注していた14機（内訳:確定分8機、オプション分6機）は導入に先立ち、機体記号が予約登録された。カスタマーコードは全て-8KZFである。

カーゴルックス航空とともに747-8Fのローンチカスタマーであり、ボーイング社への開発協力を行っている。日本籍を有する初めてのボーイング747-8型（-8KZF）となった。

2015年9月4日に日本郵船は変化の大きい国際貨物航空市場に柔軟に対応すべく連結子会社である日本貨物航空の機材規模を見直した結果、発注済みの機材のオプション分6機うち4機をキャンセルする事でボーイング社と合意。さらに、2017年3月24日にはオプション分2機の発注をキャンセルし、これによりオプション6機がすべてキャンセルとなり、ボーイング747-8Fは導入済みの8機で完納となった。
全日本空輸が保有するエアバスA380と共に日本の航空会社が保有する民間航空機としては数少ない4発エンジン装備機である。

### 退役機材
ANAグループであったことから、ANAの旅客機を改修した機材を保有していたほか、機体の塗装もANAの「トリトンブルー」、「モヒカンブルー」を使用したものだった。

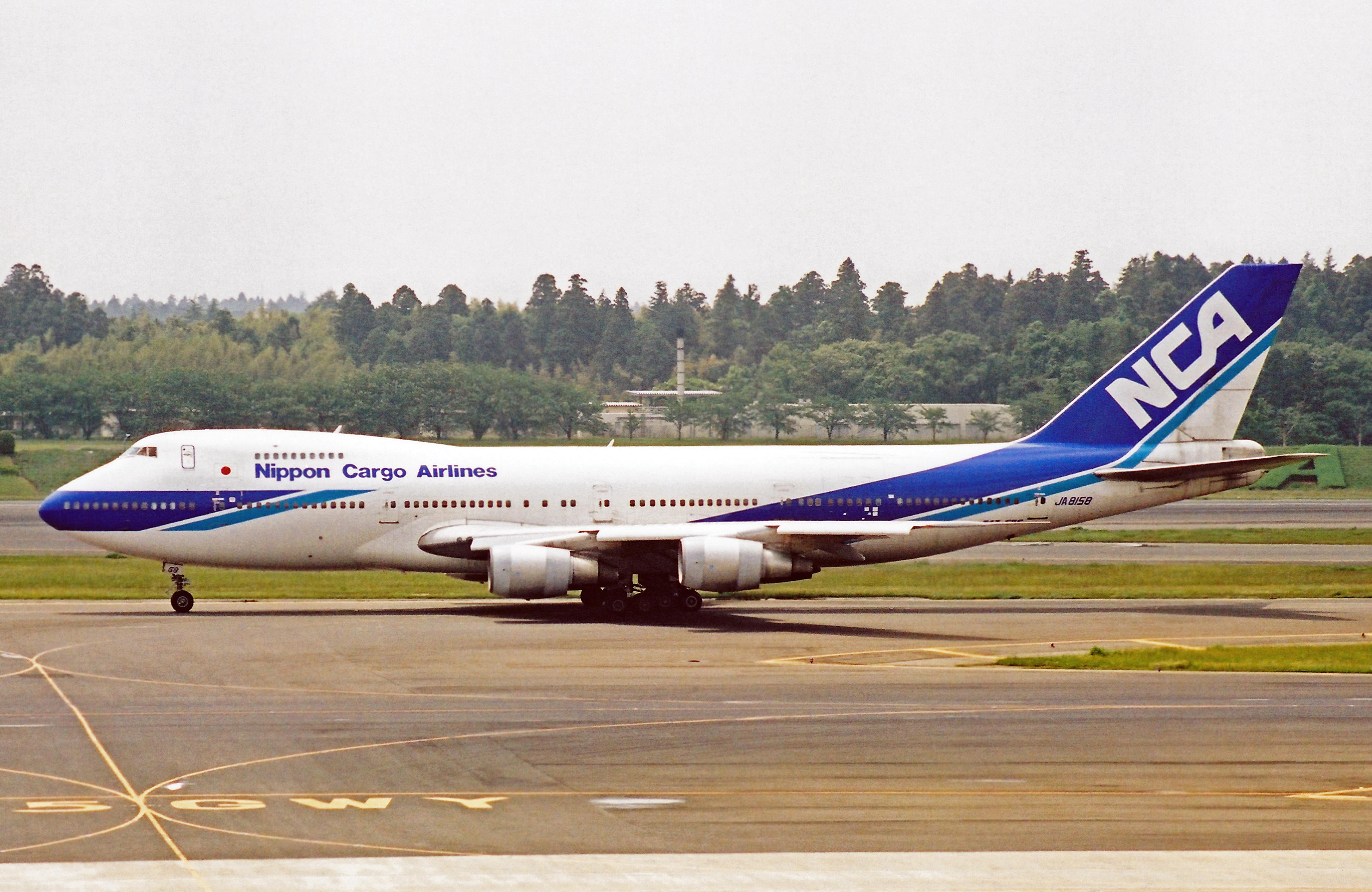
ボーイング747-100SRF

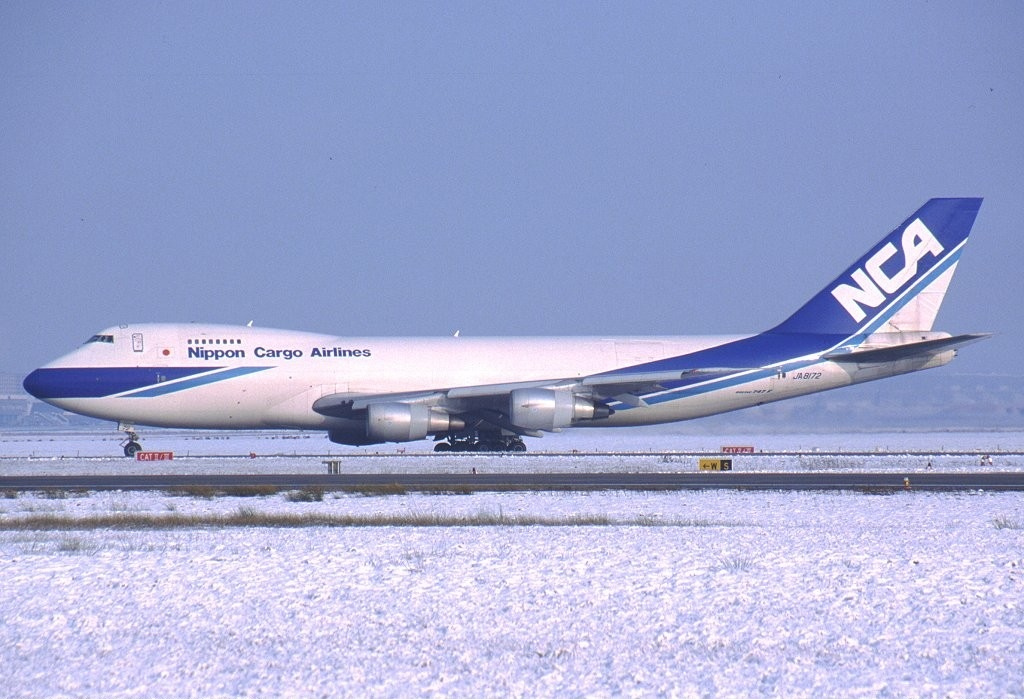
ボーイング747-200F

| 日本貨物航空を退役した航空機の一覧 | 日本貨物航空を退役した航空機の一覧 | 日本貨物航空を退役した航空機の一覧 | 日本貨物航空を退役した航空機の一覧 | 日本貨物航空を退役した航空機の一覧 | 日本貨物航空を退役した航空機の一覧                                                                                         |
| 機体記号                           | 型式                               | 製造番号                           | 受領年月                           | 抹消年月                           | 備考 |
| ---------------------------------- | ---------------------------------- | ---------------------------------- | ---------------------------------- | ---------------------------------- | --- |
| JA8158                             | Boeing 747SR-81/SF                 | 22711                              | 1993/12                            | 2006/02                            | ANAが導入した短距離旅客機改修型、ノーズカーゴドアなし                                                                      |
| JA8167                             | Boeing 747-281F/SCD                | 23138                              | 1984/12                            | 2006/09                            | |
| JA8168                             | Boeing 747-281F/SCD                | 23139                              | 1985/02                            | 2006/04                            | |
| JA8172                             | Boeing 747-281F                    | 23350                              | 1985/10                            | 2007/11                            | |
| JA8181                             | Boeing 747-281B/SF                 | 23698                              | 1999/05                            | 2008/04                            | 旅客機改修型、ノーズカーゴドアなし                                                                                         |
| JA8182                             | Boeing 747-281B/SF                 | 23813                              | 2001/02                            | 2008/03                            | 旅客機改修型、ノーズカーゴドアなし                                                                                         |
| JA8188                             | Boeing 747-281F/SCD                | 23919                              | 1988/01                            | 2008/02                            | |
| JA8190                             | Boeing 747-281B/SF                 | 24399                              | 2002/04                            | 2008/03                            | 旅客機改修型、ノーズカーゴドアなし                                                                                         |
| JA8191                             | Boeing 747-281F/SCD                | 24576                              | 1990/11                            | 2007/01                            | |
| JA8192                             | Boeing 747-2D3B/SF                 | 22579                              | 1997/08                            | 2007/04                            | ANAがブリティッシュ・エアウェイズ（旧ブリティッシュ・カレドニアン航空）から 購入した中古旅客機改修型、ノーズカーゴドアなし |
| JA8194                             | Boeing 747-281F/SCD                | 25171                              | 1991/11                            | 2007/01                            | |
| JA01KZ                             | Boeing 747-481F                    | 34016                              | 2005/06                            | 2014/08                            | 2014年8月4日付でカリッタエアへ移籍（N401KZ）                                                                               |
| JA02KZ                             | Boeing 747-481F                    | 34017                              | 2005/08                            | 2013/06                            | 2013年6月3日付でカリッタエアへ移籍（N402KZ）                                                                               |
| JA03KZ                             | Boeing 747-481F                    | 34018                              | 2006/09                            | 2014/09                            | 2014年9月16日付でカリッタエアへ移籍（N403KZ）                                                                              |
| JA04KZ                             | Boeing 747-481F                    | 34283                              | 2007/03                            | 2017/08                            | 2017年8月2日付でアトラス航空へリースアウト（N404KZ）                                                                       |
| JA06KZ                             | Boeing 747-4KZF                    | 36133                              | 2007/12                            | 2018/11                            | 2018年11月7日付でアトラス航空へリースアウト（N405KZ）                                                                      |
| JA07KZ                             | Boeing 747-4KZF                    | 36134                              | 2008/05                            | 2016/11                            | 2016年11月2日付でアトラス航空へリースアウト（N407KZ）                                                                      |
| JA08KZ                             | Boeing 747-4KZF                    | 36135                              | 2008/08                            | 2018/11                            | 2018年11月8日付でアトラス航空へリースアウト（N508KZ）、"Flexport"塗装                                                      |
| JA05KZ                             | Boeing 747-4KZF                    | 36132                              | 2007/10                            | 2019/02                            | NCA初の自社発注機、2019年2月アトラス・エア・ワールドワイド傘下のアトラス航空へリースアウト（N405KZ）                       |

（注）機体記号後の括弧内数字は導入順。
- ボーイング747-200F（純貨物型）
JA8167 (1)、JA8168 (2)、JA8172 (3)、JA8188 (4)、JA8191 (5)、JA8194 (6)
- ボーイング747-200SF（旅客機改修型[注釈 7]、ノーズカーゴドアなし）
JA8192 (8)[注釈 8]、JA8181 (9)、JA8182 (10)、JA8190 (11)
- ボーイング747-100SRF（旅客機改修型[注釈 9]、ノーズカーゴドアなし）
JA8158(7)
- ボーイング747-400F（純貨物型）[注釈 10]
この型式には社内公募により各機に愛称が付与されている。
JA01KZ (1) NCA Pleiades（プレアデス）
JA02KZ (2) NCA Progress（プログレス）
JA03KZ (3) NCA Phoenix[注釈 11]（フェニックス）[注釈 12]
JA04KZ (4) NCA Pegasus（ペガサス）[注釈 13][38]
JA05KZ (5) NCA Apollo（アポロ）
JA06KZ (6) NCA Antares（アンタレス）
JA07KZ (7) NCA Andromeda（アンドロメダー）
JA08KZ (8) NCA Aries（アリエス）
2機は未導入｡機体番号は予約登録されていたが、同社へは納入されず他社へリースされて[注釈 14][39]、2014年以降保有機をボーイング747-8Fに統一される方針により、同社では一度も運用されることなく退役となった。
  - JA09KZ - NCA Artemis（アルテミス）[注釈 15][注釈 16]、9号機
  - JA10KZ - NCA Aquarius（アクエリアス）[注釈 17][40]、10号機

## 就航路線
- 日本・東京/成田発着（アジア5路線、北米5路線、ヨーロッパ2路線）
  -  中国・上海/浦東
  -  香港・香港
  -  台湾・台北/桃園
  -  タイ・バンコク
  -  シンガポール・シンガポール
  -  アメリカ合衆国・ロサンゼルス
  -  アメリカ合衆国・シカゴ
  -  アメリカ合衆国・ダラス・フォートワース
  -  アメリカ合衆国・ニューヨーク/ケネディ
  -  アメリカ合衆国・アンカレッジ
  -  オランダ・アムステルダム
  -  イタリア・ミラノ
  - 香港へは就航当初は、啓徳空港（閉港）発着だったが、1998年（平成10年）7月6日の香港国際空港開港により変更。
  - ソウルへは就航当初は、金浦国際空港発着だったが、2001年（平成13年）3月の仁川国際空港開港により変更。
  - バンコクへは就航当初は、バンコク国際空港（現・ドンムアン空港）発着だったが、2006年（平成18年）9月のスワンナプーム国際空港開港により変更。

### 路線展開
- 1985年（昭和60年） - 東京/新東京（現名称・成田）、サンフランシスコ(後に撤退)、ニューヨーク/ケネディ
- 1986年（昭和61年） - 香港/啓徳（後に新空港に移転のため撤退）
- 1987年（昭和62年） - シンガポール
- 1988年（昭和63年） - アンカレッジ、アムステルダム
- 1989年（平成元年） - バンコク（現・ドンムアン）（後に新空港に移転のため撤退）
- 1990年（平成2年） - ソウル（現・金浦）（後に新空港に移転のため撤退）
- 1991年（平成3年） - シカゴ、ロサンゼルス
- 1993年（平成5年） - ミラノ
- 1994年（平成6年） - 大阪/関西、クアラルンプール（後に撤退）
- 1996年（平成8年） - マニラ（後に撤退）
- 1998年（平成10年） - 香港、ポートランド（後に撤退）、上海/浦東、ロンドン/スタンステッド（後に撤退）
- 2000年（平成12年） - フランクフルト（後に撤退）
- 2001年（平成13年） - ソウル/仁川
- 2005年（平成17年） - 名古屋/中部（後に撤退）
- 2006年（平成18年） - バンコク/スワンナプーム
- 2007年（平成19年） - 北京（後に撤退）
- 2011年（平成23年） - 台北/桃園[41]
- 2012年（平成24年） - フランクフルト/ハーン（後に休止）、ダラス・フォートワース
- 2013年（平成25年） - 北九州（ソウル/仁川線、台北/桃園線の復路のみ寄港）

### 撤退路線
- 2018年の事後航空事故認定事案による行政処分に対する改善措置において運航機種増加に対する整備を含む生産体制不足を調査委員会に指摘され、対策として運航機種単一化を含む運航規模見直しをあげたため休止、撤退が増え、業務提携による委託が増えている。
- 日本・東京/成田発着
  -  日本・大阪/関西
  -  日本・名古屋/中部
  -  日本・北九州（台北/桃園線の復路のみ寄港）
  -  韓国・ソウル/仁川
  -  中国・北京
  -  フィリピン・マニラ
  -  マレーシア・クアラルンプール
  -  アメリカ合衆国・ポートランド
  -  アメリカ合衆国・サンフランシスコ
  -  イギリス・ロンドン/スタンステッド
  -  ドイツ・フランクフルト
  -  ドイツ・フランクフルト/ハーン
- 日本・大阪/関西発着
  -  タイ・バンコク
  -  シンガポール・シンガポール
- アメリカ合衆国・シカゴ発
  -  ドイツ・フランクフルト/ハーン（東回りのみ大西洋横断便運航）
  - 大西洋路線を片道とはいえ運航することによって成田→アンカレッジ→シカゴ→ハーン→ミラン→成田で世界一周路線に就航していた[42]が運航効率の最適化のため2019年12月24日をもって休止、以降シカゴ折返し便となっている[43]。

### 不定期就航地（主要空港のみ）
- 札幌/新千歳、鹿児島、北九州
、インディアナポリス、アトランタ、ダブリン
2003年（平成15年）からインディ・レーシング・リーグ (IRL)主催インディカー・シリーズ「インディジャパン300」レースマシン輸送の公式企業に選定されている。

## 航空事故
1985年（昭和60年）就航以来、事故による損失機はない。
- 航空事故認定 4件
  - 2003年（平成15年）10月22日 : 成田国際空港にて離陸時機体尾部を滑走路に接触させ引き返す（KZ062便 JA8191 事故調査委員会による調査・報告完了[44]）。
  - 2018年（平成30年）5月18日 : 以下の2件の事案が航空事故に認定され、航空法に基づき国土交通省に事故報告を行った[45]。
    - 2017年1月22日：シカゴ‐フランクフルトのボーイング747-8F型機（機番 JA11KZ）／便名：KZ192がシカゴ・オヘア国際空港にて、離陸時のバードストライクにより引き返し着陸した。点検により機体損傷を確認し、航空機製造者に次回定期整備時の修理で良いことを確認した上で引き続き運用していたが、この損傷について、同年4月の定期整備時に「小修理」として修理を行っていたが、修理箇所の大きさ（およそ縦10cm x 横15cm）により本来は「大修理」と区分すべきであったことが2018年5月17日に判明した。
    - 2018年3月28日：ロサンゼルス‐サンフランシスコのボーイング747-8F型機（機番 JA13KZ）／便名：KZ109 がサンフランシスコ国際空港にて、運航後点検により機体の損傷が確認された。航空機製造者に次回定期整備時の修理で良いことを確認した上で引き続き運用していたが、この損傷について、同年5月の定期整備時に行った修理の方法（縦通材の切り継ぎ）が「大修理」に区分された。

  - 2018年5月22日より、成田国際空港内の本社に国土交通省による立入検査が入り[46]、運用機材の整備点検状況の確認などのため大幅な欠航並びに遅延が発生した。さらにこの検査によって、同年4月3日に成田空港で実施した当社航空機(JA14KZ)の機械部品への潤滑油補給に関する整備記録に事実と異なる記載があったことが判明し、他運用機についても同様の事例の存在が否定出来ないため、全ての運航便を一時的に停止する事が同年6月16日に発表された。日本時間2018年6月16日の成田空港出発便より順次停止し、6月17日成田空港到着便をもって全ての運航を停止する事となった[47]。同年7月4日に保有1機（JA18KZ）の健全性確認が取れたため翌7月5日から運航を再開することを発表し、以降順次他の保有機も健全性の確認がとれ次第再開する見込み[48]である。国土交通省は同年7月20日に、航空法に基づき事業改善命令及び業務改善命令を出した[49]。
  - 2021年2月1日：香港‐成田のボーイング747-8F型機（機番 JA13KZ）／便名：KZ258 が成田空港に着陸する直前になって、気流の乱れで着陸をやり直した。同機は約20分後に成田空港のA滑走路に着陸したが、その後の点検で機体後部に縦3メートル、幅90センチの傷があるのが見つかった。
    - 国土交通省は、着陸時かやり直し時のいずれかで機体が滑走路に接触したとみて、傷の程度が大きいことから航空事故に認定。国の運輸安全委員会が調査を始めた。